# Chaabet El Ham
Chaabet El Ham (em árabe: شعبة اللحم) é um município localizado na província de Aïn Témouchent, no noroeste da Argélia. Em 2010, sua população era de 14 730 habitantes.